# Ptinus calcarifer
Ptinus calcarifer là một loài bọ cánh cứng trong họ Ptinidae. Loài này được Reitter miêu tả khoa học năm 1888.